# 勒梅尼勒欧贝尔
勒梅尼勒欧贝尔（法語：Le Mesnil-Aubert，法語發音：[lə menil obɛʁ]）是法国芒什省的一个市镇，属于库唐斯区。

## 地理
勒梅尼勒欧贝尔（48°56'46"N, 1°24'48"W）面积5.96 平方千米，位于法国诺曼底大区芒什省，该省份为法国西北部沿海省份，西、北、东北三面环大西洋，东起顺时针与卡爾瓦多斯省、奧恩省、马耶讷省和伊勒-维莱讷省接壤。
与勒梅尼勒欧贝尔接壤的市镇（或旧市镇、城区）包括：塞朗斯、朗格罗讷、谢讷河畔凯特勒维尔。

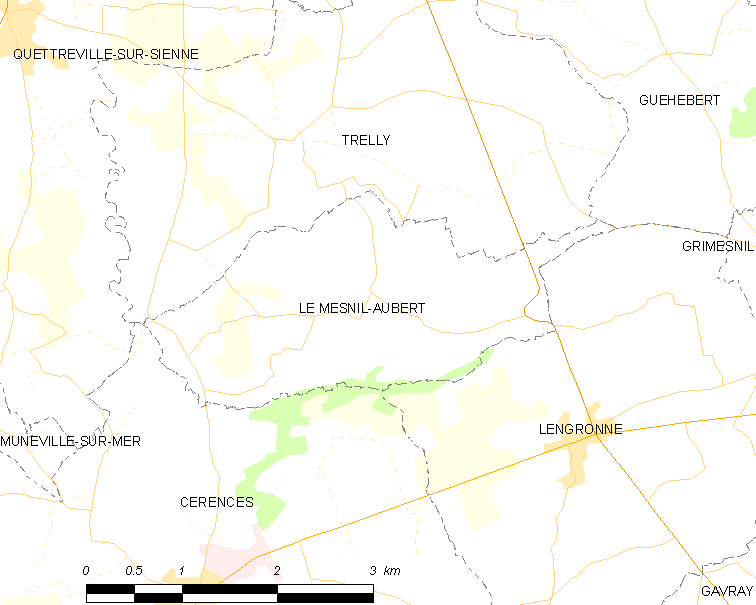
勒梅尼勒欧贝尔的OSM定位图

勒梅尼勒欧贝尔的时区为UTC+01:00、UTC+02:00（夏令时）。

## 行政
勒梅尼勒欧贝尔的邮政编码为50510，INSEE市镇编码为50304。

## 政治
勒梅尼勒欧贝尔所属的省级选区为布雷阿勒县。

## 人口

1962-2008年间勒梅尼勒欧贝尔人口变化图示

勒梅尼勒欧贝尔于2022年1月1日时的人口数量为195人。